# Niedersächsische Landesforsten
Die Niedersächsischen Landesforsten (NLF) sind ein öffentliches Unternehmen, das den niedersächsischen Landeswald bewirtschaftet. Der Sitz der Anstalt befindet sich in Braunschweig. Unter Niedersächsische Landesforsten firmiert die Gesamtheit des Unternehmens mit Betriebsleitung, Servicestellen und Forstämtern.

## Bewirtschaftung

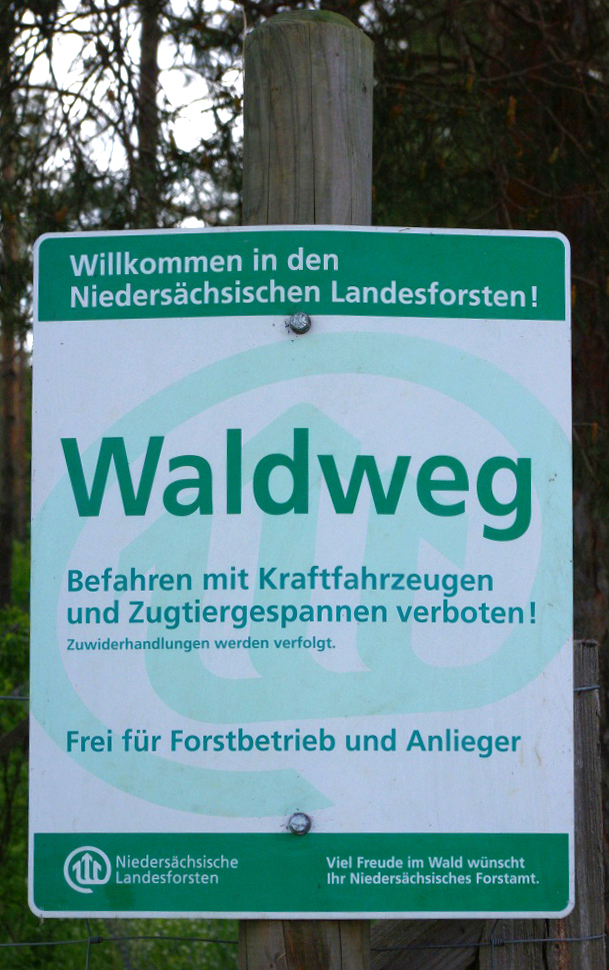
Typisches Waldweg-Schild der NLF

Niedersachsen hat bei einer Fläche von rund 4,8 Millionen Hektar Waldbestände auf etwa 1,20 Millionen Hektar. Die Niedersächsischen Landesforsten bewirtschaften mit 335.000 Hektar fast ein Drittel des Waldes in Niedersachsen. Vom übrigen Wald gehören 55.000 Hektar dem Bund, 107.000 Hektar sind Körperschaftswald sowie 707.000 Hektar Privat- und Genossenschaftswald. Die Niedersächsischen Landesforsten betreuen ferner ca. 77.000 Hektar überwiegend Genossenschaftswälder nach §16 NWaldLG.
Die Wälder werden nach dem Programm zur „Langfristigen ökologischen Waldentwicklung“ (LÖWE) bewirtschaftet, das 1991 beschlossen wurde. Vor dem Hintergrund größerer Schäden am Wald in den Jahren 1972 durch den Orkan Quimburga, 1976 durch den Capella-Orkan, sowie durch Brände in der Lüneburger Heide im Jahr 1975 und die Waldsterbensdiskussion der 1980er Jahre, verpflichten sich die NLF darin zur naturnahen Bewirtschaftung des Waldes. Zentrales Ziel des LÖWE-Programms ist die Entwicklung stabiler, gesunder und leistungsfähiger Mischbestände.
2017 machten die Landesforsten einen Gewinn von rund 5,6 Millionen Euro. 2018 betrug das Defizit 5,9 Millionen Euro. Erstmals seit 10 Jahren führten die Landesforsten in dem Jahr keinen Gewinn an das Land ab. Ursachen des Defizits waren extreme Wetterereignisse, wie das Orkantief Friederike und das dadurch bedingte Überangebot an Holz, das den Preis drückte. 2019 steigerte sich der Verlust 27 Millionen Euro. Laut den Landesforsten befinden sich die Wälder seit 2019 im Klimastress, bei dem Stürme, Trockenheit und Borkenkäferbefall große Schäden hinterlassen haben.

## Geschichte

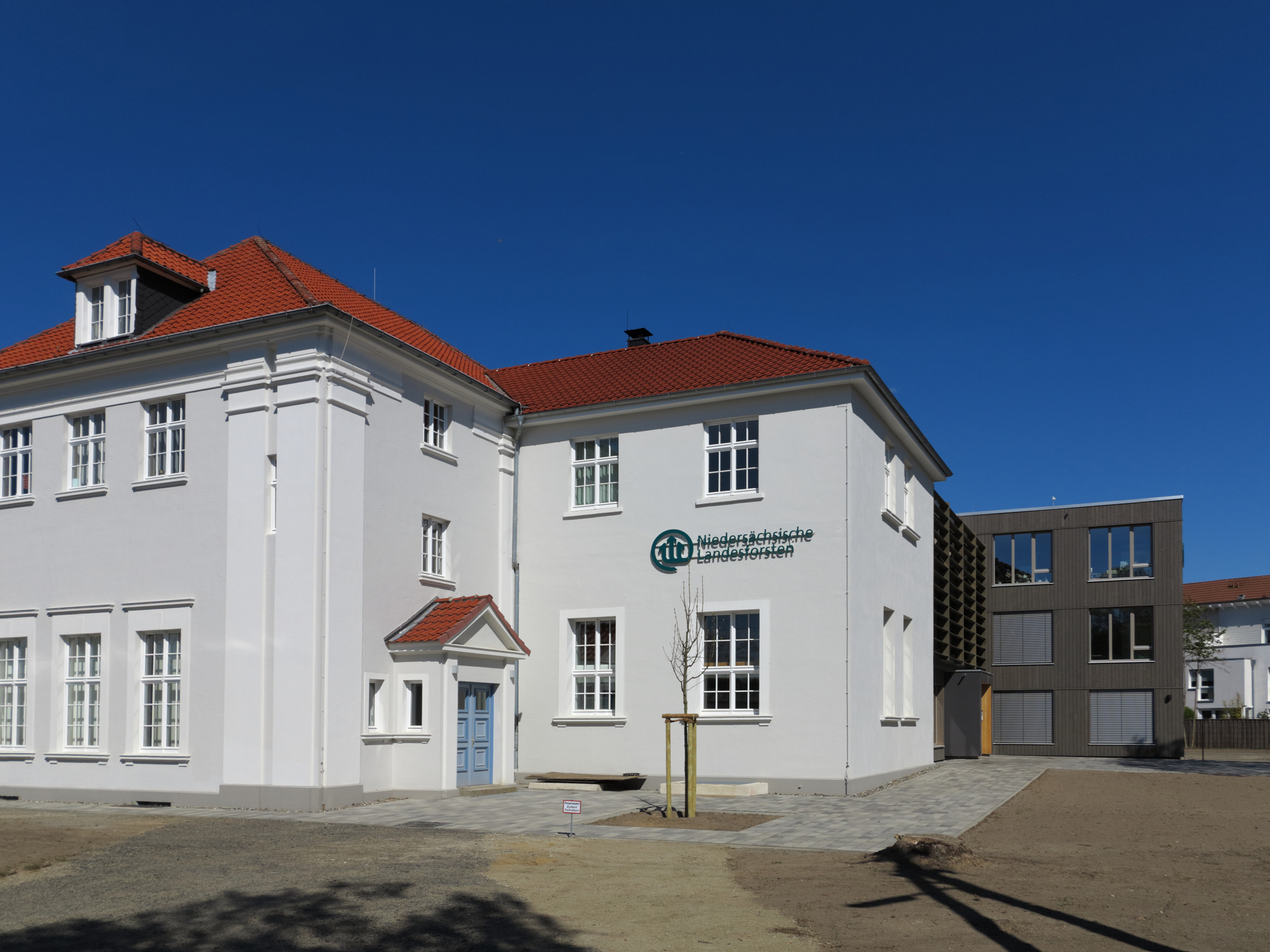
Gebäude der Betriebsleitung in Braunschweig

Die Gründung des Landes Niedersachsen durch Verordnung der britischen Militärregierung vom 1. November 1946 aus den Ländern Hannover, Braunschweig, Oldenburg und Schaumburg-Lippe erforderte eine einheitliche Forstverwaltung. Diese entstand am 1. April 1949 durch Gründung einer Forstabteilung beim Niedersächsischen Landwirtschaftsministerium. Sie hatte ihren Sitz zunächst im Landesforstamt Sarstedt und wurde am 1. Oktober 1949 in das Ministerium in Hannover verlagert. 1950 entstanden bei den Regierungs- und Verwaltungspräsidenten in Hannover, Hildesheim, Lüneburg, Osnabrück, Stade, Braunschweig und Oldenburg forstliche Mittelbehörden der Niedersächsischen Landesforstverwaltung. 1955 gab es 112 Forstämter in Niedersachsen, die sich 1997 auf 45 reduzierten, als die forstlichen Mittelbehörden abgeschafft wurden. Mit der Auflösung der niedersächsischen Bezirksregierungen zum 31. Dezember 2004 wurde die Niedersächsische Landesforstverwaltung in die Anstalt Niedersächsische Landesforsten als Anstalt öffentlichen Rechts überführt, der 26 Forstämter verblieben. Die Zahl der Beschäftigten hat sich von 1960 mit 9.200 Personen auf 1.300 Personen im Jahre 2018 verringert.
Die Niedersächsischen Landesforsten wurde durch Landesgesetz vom 16. Dezember 2004 in der Rechtsform der Anstalt öffentlichen Rechts gegründet. Sie entstand durch die Ausgliederung folgender Dienststellen aus der unmittelbaren Landesverwaltung:
- Niedersächsisches Forstplanungsamt
- Niedersächsisches Forstliches Bildungszentrum
- Niedersächsische Forstämter

## Aufgaben

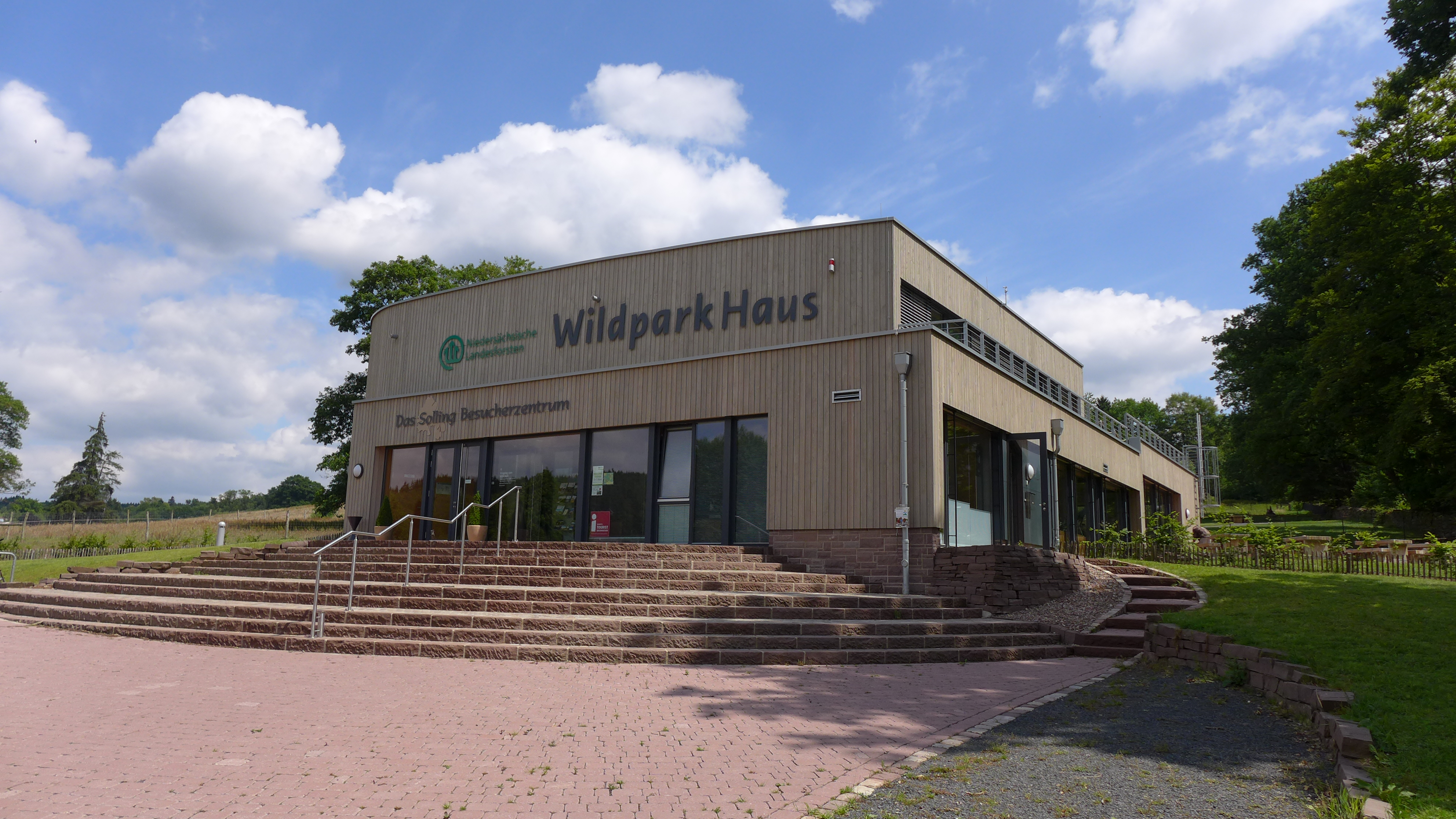
Das Wildparkhaus im Wildpark Neuhaus

Die Aufgaben entsprechen im Wesentlichen denen anderer deutscher Landesforstverwaltungen. Sie sind in § 3 des Errichtungsgesetzes abstrakt wie folgt definiert:
- Bewirtschaftung des Landeswaldes als staatliche Aufgabe
- Die Landesregierung kann ihr weitere damit im Zusammenhang stehende Aufgaben übertragen, z. B. Information der Öffentlichkeit
- Geschäfte jeglicher Art auf dem Gebiet des Forst- und Jagdwesens (unter bestimmten Voraussetzungen)
- Unterstützung und Beratung des Landes in Fragen des Forst- und Jagdwesens

Als größter außerschulischer Lernstandort unterhalten die NLF zehn Waldpädagogikzentren und sieben Walderlebniseinrichtungen, wie z. B. das WildparkHaus im Wildpark Neuhaus (Solling).

## Organisation
Die NLF ist eine rechtsfähige Anstalt des öffentlichen Rechts. Auf Grund des Errichtungsgesetzes wurde ihr das Eigentum an den von der Landesforstverwaltung verwalteten Grundstücken mit Zubehör unentgeltlich übertragen. Nach Maßgabe des § 10 erhält sie Finanzhilfen aus dem Landeshaushalt. Die Wirtschaftsführung und das Rechnungswesen richten sich nach den Grundsätzen ordnungsgemäßer Buchführung und Bilanzierung in sinngemäßer Anwendung des Handelsgesetzbuchs. Sie ist berechtigt, zur Deckung ihrer Aufwendungen, insbesondere für Investitionen, Kredite bis zur Höhe von insgesamt 30 Millionen € aufzunehmen. Ihr ist kraft Gesetzes Dienstherrenfähigkeit zuerkannt worden.
Organe der NLF sind der Präsident und der Verwaltungsrat. Der Präsident sowie der Vizepräsident bilden die Anstaltsleitung. Oberste Dienstbehörde der Mitglieder der Anstaltsleitung ist das Niedersächsische Ministerium für Ernährung, Landwirtschaft und Verbraucherschutz als Fachministerium; für die übrigen Beamten ist dies der Präsident. Bei der Durchführung staatlicher Aufgaben untersteht die NLF der Fachaufsicht und im Übrigen der Rechtsaufsicht des Fachministeriums.
Organisationseinheiten sind die Betriebsleitung (Sitz Braunschweig), die Servicestellen (Niedersächsisches Forstplanungsamt, Niedersächsisches Forstliches Bildungszentrum, Forstsaatgut-Beratungsstelle) sowie – als Kern – die 24 Forstämter. Allerdings darf der Begriff Forstamt nicht darüber hinwegtäuschen, dass es sich nicht mehr um eigenständige Behörden handelt, sondern vielmehr um unternehmerisch tätige Organisationseinheiten der Anstalt NLF.